# ポリガンマ関数

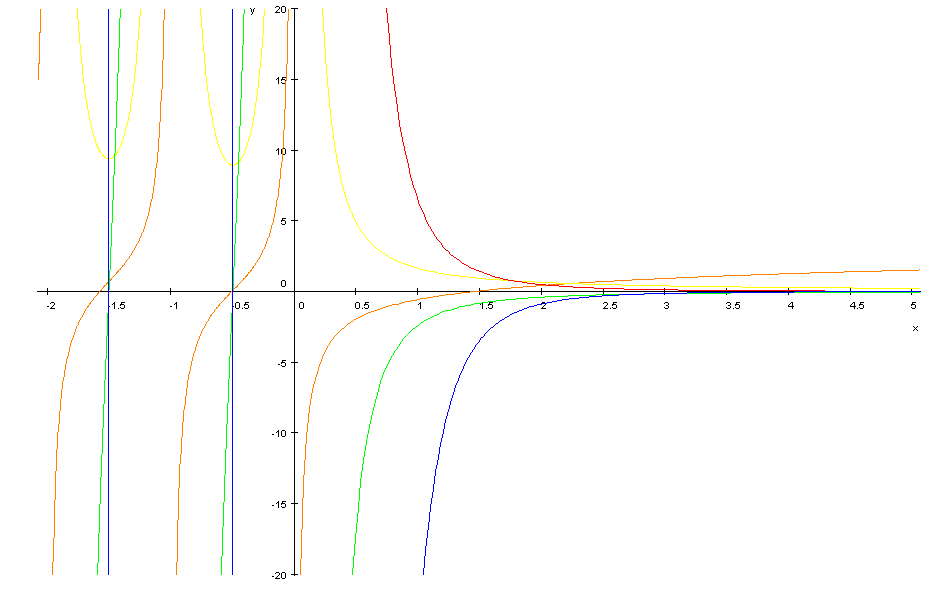
実数x に対するψ^{(n)}(x)の挙動。
オレンジがディガンマ関数、黄色がトリガンマ関数、緑がテトラガンマ関数、赤がペンタガンマ関数、青がヘキサガンマ関数に対応する。

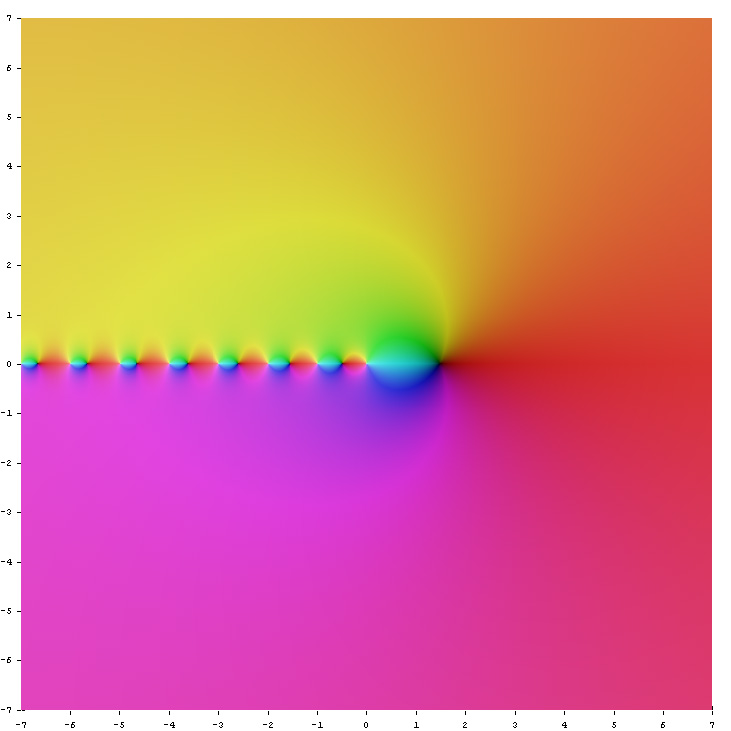
複素平面上でのディガンマ関数ψ(z)

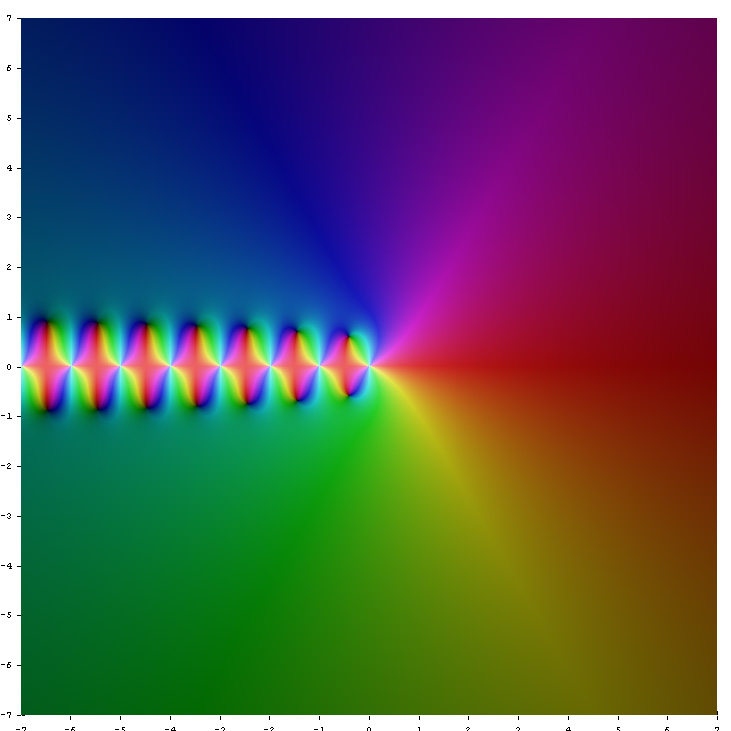
複素平面上でのトリガンマ関数ψ^{(1)}(z)

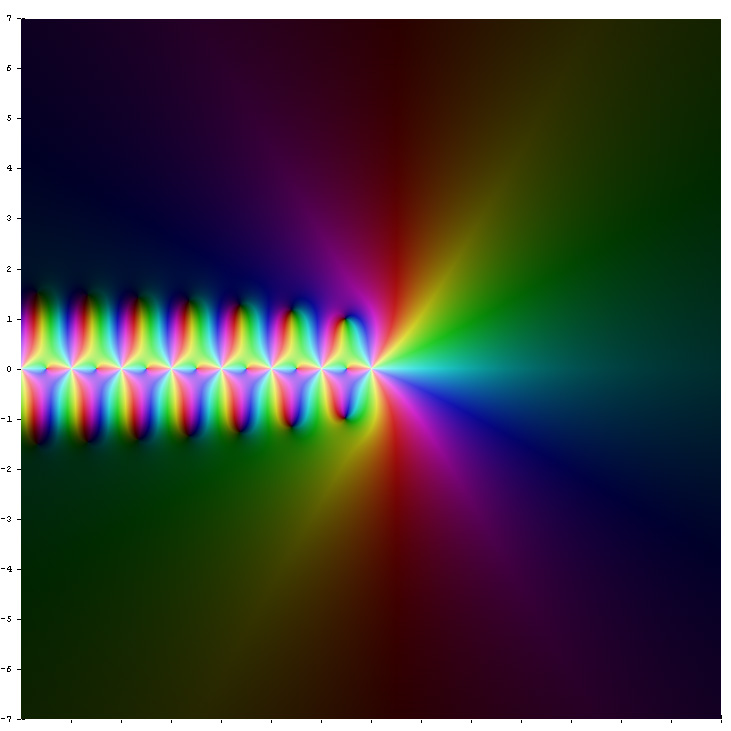
複素平面上でのテトラガンマ関数ψ^{(2)}(z)

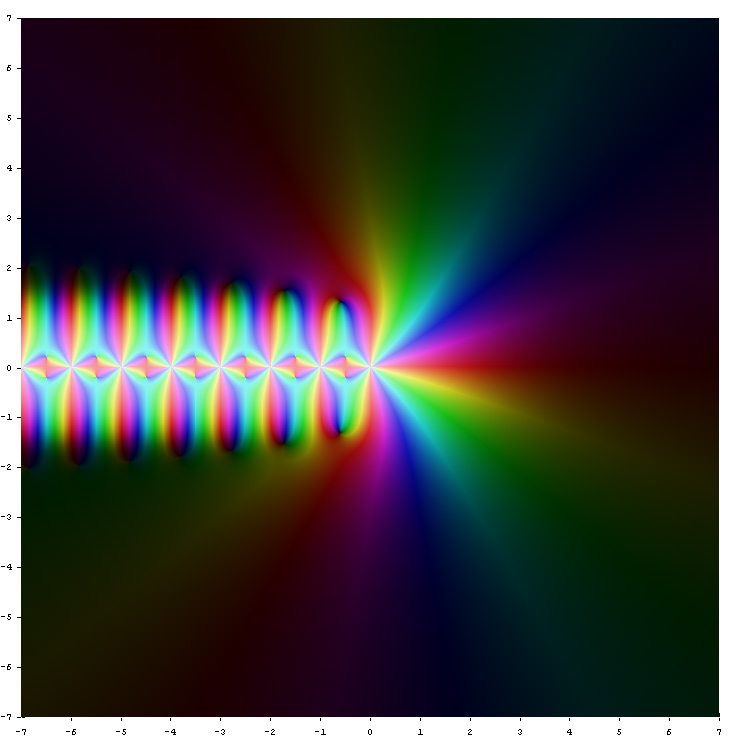
複素平面上でのペンタガンマ関数ψ^{(3)}(z)

数学において、ポリガンマ関数（ぽりがんまかんすう、英: polygamma function）とは、ガンマ関数の対数微分による導関数として定義される特殊関数。ディガンマ関数やトリガンマ関数はポリガンマ関数の一種である。

## 定義
ガンマ関数 Γ(z) に対し、その対数微分
{\displaystyle \psi ^{(n)}(z)={\frac {d^{n+1}}{dz^{n+1}}}\ln {\Gamma (z)}={\frac {d^{n}}{dz^{n}}}\psi (z)}
で、定義される関数をポリガンマ関数と呼ぶ。
ψ(z), ψ(1)(z), ψ(2)(z), ψ(3)(z),  ψ(4)(z) は、それぞれディ-、トリ-、テトラ-、ペンタ-、ヘキサ-ガンマ関数と呼ばれる。
ポリガンマ関数 ψ(n)(z ) は z = 0, −1, −2, ... で n + 1 位の極をもち，それらの点を除く全複素平面では解析的になる。

## 漸化式
ポリガンマ関数は次の漸化式を満たす。
{\displaystyle \psi ^{(n)}(z+1)=\psi ^{(n)}(z)+{\frac {(-1)^{n}n!}{z^{n+1}}}}

## 級数表示
ポリガンマ関数はz ≠0, -1, -2, -3...で次の級数表示を持つ。
- {\displaystyle \psi (z)=-\gamma -\sum _{n=0}^{\infty }{\biggl (}{\frac {1}{z+n}}-{\frac {1}{n+1}}{\biggr )}}

- {\displaystyle \psi ^{(n)}(z)=(-1)^{n+1}n!\sum _{k=0}^{\infty }{\frac {1}{(z+k)^{n+1}}}\qquad (n=1,2,3,\cdots )}

また、z =0でのテイラー展開により、|z |<1の領域で次のように表される。
- {\displaystyle \psi (z+1)=-\gamma +\sum _{k=2}^{\infty }(-1)^{k}\zeta (k)z^{k-1}}

- {\displaystyle \psi ^{(n)}(z+1)=(-1)^{n+1}\sum _{k=1}^{\infty }{\frac {(-1)^{k-1}(n+k-1)!\zeta (n+k)z^{k-1}}{(k-1)!}}\qquad (n=1,2,3,\cdots )}

但し、γ =0.5772...はオイラーの定数、ζ(n )はリーマンゼータ関数を表す。

## 積分表示
Rez >0のとき、ポリガンマ関数は次の積分表示を持つ。
- {\displaystyle \psi (z)=-\gamma +\int _{0}^{\infty }{\frac {e^{-t}-e^{-zt}}{1-e^{-t}}}dt}

- {\displaystyle \psi ^{(n)}(z)=(-1)^{n+1}\int _{0}^{\infty }{\frac {t^{n}e^{-zt}}{1-e^{-t}}}dt\quad (n=1,2,\cdots )}

## 相反公式
ガンマ関数の相反公式に対し、対数微分をとることで次の関係式が導かれる。
{\displaystyle (-1)^{n}\psi ^{(n)}(1-z)-\psi ^{(n)}(z)=\pi {\frac {d^{n}}{dz^{n}}}\operatorname {cot} \pi z}
但し、cot πz は余接関数を表す。

## 漸近展開
z →∞　(|argz | < π)のとき、ポリガンマ関数は次の漸近展開をもつ。
- {\displaystyle \psi (z)\sim \ln {z}-{\frac {1}{2z}}-\sum _{n=1}^{\infty }{\frac {B_{2n}}{2nz^{2n}}}}

- {\displaystyle \psi ^{(n)}(z)\sim (-1)^{(n-1)}\left({\frac {(n-1)!}{z^{n}}}+{\frac {n!}{2z^{n+1}}}+\sum _{k=1}^{\infty }{\frac {B_{2k}(2k+n-1)!}{(2k)!z^{2k+n}}}\right)\quad (n=1,2,\cdots )}

但し、B2kはベルヌーイ数である。

## 特殊値
ポリガンマ関数は、m=1において、次の値をとる。
- {\displaystyle \psi (1)=-\gamma }
- {\displaystyle \psi ^{(n)}(1)=(-1)^{n+1}n!\zeta (n+1)\quad (n=1,2,\cdots )}

ポリガンマ関数は、m≧2の正の整数において、次の値をとる。
- {\displaystyle \psi (m)=-\gamma +\sum _{k=1}^{m-1}{\frac {1}{k}}=-\gamma +H_{m-1}\qquad (m=2,3,4,\cdots )}

- {\displaystyle \psi ^{(n)}(m)=(-1)^{n}n!\left\{-\zeta (n+1)+\sum _{k=1}^{m-1}{\frac {1}{k^{n+1}}}\right\}\qquad (n=1,2,3,\cdots ,m=2,3,4,\cdots )}

但し、γ はオイラーの定数、Hm-1は調和数を表す。